# Liste der schwedischen Abgeordneten zum EU-Parlament (2014–2019)
Die Liste der schwedischen Abgeordneten zum EU-Parlament (2014–2019) listet alle schwedischen Mitglieder des 8. Europäischen Parlaments nach der Europawahl in Schweden 2014.

## Mandatsstärke der Parteien
- GUE/NGL: 1
- S&D: 6
- G/EFA: 4
- ALDE: 3
- EVP: 4
- EFDD: 2

| Nationale Partei                                               | Mandate | Fraktion                                                                                  |
| -------------------------------------------------------------- | ------- | ----------------------------------------------------------------------------------------- |
| Sveriges socialdemokratiska arbetareparti (S)                  | 5       | Fraktion der Progressiven Allianz der Sozialdemokraten im Europäischen Parlament (S&D)    |
| Feministiskt initiativ (FI)                                    | 1       | Fraktion der Progressiven Allianz der Sozialdemokraten im Europäischen Parlament (S&D)    |
| Miljöpartiet de gröna (MP)                                     | 4       | Die Grünen/Europäische Freie Allianz (G/EFA)                                              |
| Moderata samlingspartiet (M)                                   | 3       | Fraktion der Europäischen Volkspartei (EVP)                                               |
| Kristdemokraterna (KD)                                         | 1       | Fraktion der Europäischen Volkspartei (EVP)                                               |
| Folkpartiet liberalerna (FL)Liberalerna (L) (ab 22. Nov. 2015) | 2       | Fraktion der Allianz der Liberalen und Demokraten für Europa (ALDE)                       |
| Centerpartiet (C)                                              | 1       | Fraktion der Allianz der Liberalen und Demokraten für Europa (ALDE)                       |
| Sverigedemokraterna (SD)                                       | 2       | Europa der Freiheit und der direkten Demokratie (EFDD)                                    |
| Vänsterpartiet (V)                                             | 1       | Konföderale Fraktion der Vereinten Europäischen Linken/Nordischen Grünen Linken (GUE/NGL) |
| Gesamt                                                         | 20      |                                                                                           |

## Abgeordnete
| Bild | Name                     | von           | bis           | Partei | Fraktion | Anmerkungen                     |
| ---- | ------------------------ | ------------- | ------------- | ------ | -------- | ------------------------------- |
|      | Lars Adaktusson          | 1. Juli 2014  | 23. Sep. 2018 | KD     | EVP      | Nachrücker: Anders Sellström    |
|      | Max Andersson            | 1. Juli 2014  | 2. Juli 2019  | MP     | G/EFA    |                                 |
|      | Malin Björk              | 1. Juli 2014  | 2. Juli 2019  | V      | GUE/NGL  |                                 |
|      | Bodil Ceballos           | 1. Juli 2014  | 2. Juli 2019  | MP     | G/EFA    |                                 |
|      | Anna Maria Corazza Bildt | 1. Juli 2014  | 2. Juli 2019  | M      | EVP      |                                 |
|      | Jakop Dalunde            | 26. Mai 2016  | 2. Juli 2019  | MP     | G/EFA    | Nachgerückt für Peter Eriksson  |
|      | Linnéa Engström          | 4. Okt. 2014  | 2. Juli 2019  | MP     | G/EFA    | Nachgerückt für Isabella Lövin  |
|      | Peter Eriksson           | 1. Juli 2014  | 25. Mai 2016  | MP     | G/EFA    | Nachrücker: Jakop Dalunde       |
|      | Fredrick Federley        | 1. Juli 2014  | 2. Juli 2019  | C      | ALDE     |                                 |
|      | Christofer Fjellner      | 1. Juli 2014  | 2. Juli 2019  | M      | EVP      |                                 |
|      | Aleksander Gabelic       | 14. März 2018 | 2. Juli 2019  | S      | S&D      | Nachgerückt für Jens Nilsson    |
|      | Jytte Guteland           | 1. Juli 2014  | 2. Juli 2019  | S      | S&D      |                                 |
|      | Anna Hedh                | 1. Juli 2014  | 2. Juli 2019  | S      | S&D      |                                 |
|      | Gunnar Hökmark           | 1. Juli 2014  | 2. Juli 2019  | M      | EVP      |                                 |
|      | Isabella Lövin           | 1. Juli 2014  | 3. Okt. 2014  | MP     | G/EFA    | Nachrückerin: Linnéa Engström   |
|      | Olle Ludvigsson          | 1. Juli 2014  | 2. Juli 2019  | S      | S&D      |                                 |
|      | Peter Lundgren           | 1. Juli 2014  | 2. Juli 2019  | SD     | EFDD     |                                 |
|      | Jens Nilsson             | 1. Juli 2014  | 13. März 2018 | S      | S&D      | Nachrücker: Aleksander Gabelic  |
|      | Marit Paulsen            | 1. Juli 2014  | 29. Sep. 2015 | FL     | ALDE     | Nachrücker: Jasenko Selimovic   |
|      | Soraya Post              | 1. Juli 2014  | 2. Juli 2019  | FI     | S&D      |                                 |
|      | Jasenko Selimovic        | 30. Sep. 2015 | 2. Juli 2019  | FLL    | ALDE     | Nachgerückt für Marit Paulsen   |
|      | Anders Sellström         | 24. Sep. 2018 | 2. Juli 2019  | KD     | EVP      | Nachgerückt für Lars Adaktusson |
|      | Marita Ulvskog           | 1. Juli 2014  | 2. Juli 2019  | S      | S&D      |                                 |
|      | Cecilia Wikström         | 1. Juli 2014  | 2. Juli 2019  | FLL    | ALDE     |                                 |
|      | Kristina Winberg         | 1. Juli 2014  | 2. Juli 2019  | SD     | EFDD     |                                 |